# El Jícaro, Guatemala
El Jícaro är en kommunhuvudort i Guatemala.   Den ligger i departementet Departamento de El Progreso, i den centrala delen av landet, 70 km öster om huvudstaden Guatemala City. El Jícaro ligger 248 meter över havet och antalet invånare är 4 242.
Terrängen runt El Jícaro är varierad. El Jícaro ligger nere i en dal som går i öst-västlig riktning. Runt El Jícaro är det ganska tätbefolkat, med 58 invånare per kvadratkilometer. Närmaste större samhälle är Guastatoya, 19,5 km väster om El Jícaro. I omgivningarna runt El Jícaro växer huvudsakligen savannskog.